# Phaeolita gyasalis
Phaeolita gyasalis är en fjärilsart som beskrevs av Walker 1859. Phaeolita gyasalis ingår i släktet Phaeolita och familjen nattflyn. Inga underarter finns listade i Catalogue of Life.